# ارکستر سمفونیک ملی اوکراین
ارکستر سمفونیک ملی اوکراین (به اوکراینی: Національний Симфонічний Оркестр України) یکی از ارکسترهای دولتی کشور اوکراین است.

## تاریخچه
ارکستر سمفونی ملی اوکراین در سال ۱۹۱۸ به دستور وزارت هنر اکراین تأسیس شد. این ارکستر برای اولین بار به رهبری الکساندر هوریلیج به روی صحنه رفت. ناتان راچلین سالهای ۱۹۳۷ تا ۱۹۶۲ مدیریت هنری این ارکستر را عهده‌دار بود. استفان کوژوچار، فدیر هلوچنکو، ایگور بلاژکوف و تئودر کوچر از رهبران اصلی این ارکستر بودند. لئوپولد استوکویسکی، ایگور مارکتویچ، کورت سندرلینگ، ایوگنی مراوینسکی، کیریل کندراشین، ایوگینی سوتلانو و گنادی روژدستونسکی رهبران مدعو هستند که با این ارکستر همکاری کرده‌اند. سولیست‌هایی که با این ارکستر به اجرای برنامه پرداخته‌اند عبارتند از: آرتور روبنشتاین، یهودی منوهین، داوید اویستراخ، سویاتوسلاو ریختر، مستیسلاف روستروپوویچ، امیل گیللز، لئونید کوگان، گیدون کرمر، اولگ کریسا، مونسرات کاباله، خوزه کارراس و خوان دیگو. از آوریل ۱۹۹۹ تا کنون ولادیمیر سیرنکو مدیر هنری و رهبر اصلی این ارکستر بوده‌است. مدیر این ارکستر از سال ۲۰۰۶ تا کنون الکساندر هورنستای می‌باشد.

## همکاری‌ها با هنرمندان ایرانی
این ارکستر در ضبط‌های متعددی با هنرمندان ایرانی از جمله: بهزاد عبدی، احمد پژمان، محمد سریر و محمدرضا درویشی همکاری داشته‌است.